# هورنل (نیویورک)
هورنل (به انگلیسی: Hornell) شهری در شهرستان استیوبن ایالت نیویورک است که در سرشماری سال ۲۰۱۰ میلادی، ۹۰۱۹ نفر جمعیت داشته است. هورنل، به‌طور رسمی در تاریخ ۱۸۸۸ میلادی به‌عنوان یک شهر شناخته شد.